# Abbott and Costello Meet the Killer, Boris Karloff
Abbott and Costello Meet the Killer, Boris Karloff é um filme de comédia estadunidense de 1949 estrelado pela dupla Abbott e Costello e Boris Karloff.  

## Sinopse
O advogado criminalista Amos Strickland se hospeda no Lost Caverns Resort Hotel e depois é encontrado assassinado, com o mensageiro Freddie Phillips surgindo como suspeito. O detetive Casey Edwards tenta inocentá-lo, mas o inspetor Wellman e o sargento Stone o mantêm sob custódia. O secretário de Strickland, Gregory Millford, e sete ex-clientes do advogado, todos presentes no resort, são considerados suspeitos. Os clientes conspiram para incriminar Freddie, forçando-o a assinar uma confissão e tentando matá-lo. Múltiplos ataques falham, incluindo hipnose e envenenamento. Freddie e os policiais montam uma armadilha ao anunciar que ele deixou um lenço ensanguentado da cena do crime, provocando novas tentativas de assassinato. Atraído para a caverna, Freddie é preso por uma figura mascarada, mas acaba sendo resgatado. No hotel, o sargento Stone identifica o gerente Melton como o assassino, revelando que ele e Millford estavam chantageando o dono do estabelecimento. Melton matou Strickland para encobrir o esquema e depois assassinou Relia e Millford. Ele tenta fugir, mas cai em uma armadilha montada anteriormente por Freddie.

## Elenco
- Bud Abbott...Casey Edwards
- Lou Costello...Freddie Phillips
- Boris Karloff...Swami Talpur
- Lénore Aubert...Angela Gordon
- Gar Moore...Jeff Wilson
- Donna Martell...Betty Crandall
- Alan Mowbray...Melton
- James Flavin...Inspetor Wellman
- Roland Winters...T. Hanley Brooks
- Nicholas Joy...Amos Strickland
- Mikel Conrad...Sgt. Stone
- Morgan Farley...Gregory Milford
- Victoria Horne...Madame Hargreave
- Percy Helton...Abernathy
- Claire Du Brey...Madame Grimsby

## Sinopse
O proeminente promotor criminal Amos Strickland chega ao Lost Caverns Resort Hotel na Califórnia e logo aparece assassinado em seu quarto. Quem encontra o corpo é o atrapalhado ex-mensageiro do hotel, Freddie Phillips, que fora demitido a pedido de Strickland depois de acidentalmente quebrar os óculos e derrubar as bagagens dele. Os policiais Wellman e Stone mantém Phillips no hotel pois suspeitam dele ao saberem que fora demitido e ameaçara o falecido por causa disso. O detetive do hotel Casey Edwards é primo de Phillips e não acredita que ele tenha cometido o crime a ajuda os policiais nas investigações para descobrir o verdadeiro responsável.   
É descoberto que sete ex-acusados de Strickland estão hospedados ali e todos tem o mesmo motivo para terem-no assassinado: não queriam que ele publicasse um livro de memórias incriminador. Dentre os sete estão o falso Swami hipnotizador Talpur e a envenenadora Angela Gordon. Os demais são a Madame Hargreave, T. Hanley Brooks, Lawrence Crandall, Madame Grimsby e Mike Relia. O grupo concorda que a culpa do assassinato do promotor deve recair sobre Phillips e passam a tentar fazer com que o mensageiro se complique ainda mais com a polícia e depois tentam eliminá-lo. 

## Produção
As filmagens ocorreram entre 10 de fevereiro e 26 de março de 1949.O título inicial era Easy Does It e era para ser protagonizado pelo comediante Bob Hope. Contudo, a Universal comprou os direitos e retrabalhou o roteiro para a dupla Abbott e Costello . 
O papel original que acabou sendo interpretado por Boris Karloff seria o de uma mulher chamada Madame Switzer e o título foi alterado para Abbott and Costello Meet the Killers. Cinco dias antes das filmagens, Karloff foi contratado e o personagem mudou para o de um swami .
Após o termino das filmagens, Costello ficou acamado por muitos meses acometido de uma febre reumática, que sofria desde 1943. Devido a isso a dupla só voltaria ao estúdios um ano depois com Abbott and Costello in the Foreign Legion.
A inclusão do nome de Boris Karloff no título em inglês deveu-se ao cartaz original do filme que colocou uma vírgula entre as palavras "Killer" e "Boris Karloff" mas pelos letreiros iniciais o título é "Abbott and Costello Meet the Killer" e na sequência está o crédito de co-estrela para "Boris Karloff".

## Versões alternativas
Na Austrália e Nova Zelândia todas as cenas com cadáveres foram removidas. O filme foi banido na Dinamarca devido a cena em que os cadáveres foram postos sentados na mesa de carteado .